# Al Hamra Tower
Der Al Hamra Tower (arabisch برج الحمراء, DMG Burǧ al-Ḥamrāʾ) ist ein Wolkenkratzer in Kuwait, der Hauptstadt des Emirats Kuwait.
Der Bau des 77 Stockwerke umfassenden Gebäudes begann im Jahr 2005 und wurde von der Firma Turner Construction durchgeführt. Die Endhöhe des Gebäudes von 413 Metern wurde am 15. Juli 2010 erreicht, wodurch der Turm zu den höchsten Gebäuden der Welt gehört. Zugleich hat es den 371 Meter hohen Fernsehturm Liberation als höchstes Bauwerk Kuwaits abgelöst. Er hat damit auch den Arraya Tower (300 Meter) als höchsten Wolkenkratzer des Landes übertroffen. Die Bauarbeiten waren im Herbst 2011 – später als zunächst geplant – abgeschlossen. Zu Baubeginn ging man noch davon aus, dass das Bauwerk Ende des Jahres 2010 bezugsfertig sein würde. Dieser Termin konnte jedoch nicht gehalten werden, auch wenn die Bauarbeiten ohne größere Zwischenfälle verliefen.
Die 77 Stockwerke des Gebäudes bieten 195.000 Quadratmeter Nutzfläche und werden hauptsächlich für Büros genutzt. Des Weiteren gibt es ein Restaurant in den oberen Etagen, von dem man einen Panoramablick über die Stadt hat. Der Turm besitzt eine spezielle gewundene Form und schließt mit einer ansteigenden Dachkonstruktion ab. Auf der Südseite hat das Gebäude nur wenige einzelne Fenster. Zwischen den Fenstern wurden Verkleidungen aus Marmor an der Betonfassade befestigt. Diese, etwas weniger als einen halben Meter großen Teile, wurden einzeln von den Bauarbeitern an der Fassade festgeklebt. Eigens dafür mussten die Arbeiter in Körben, die an Kränen hingen, hinaufgehoben werden. Das Tragwerk des Al Hamra Towers besteht vollständig aus Stahlbeton. An den anderen drei Seiten der Fassade besteht diese aus Glasscheiben und Aluminium.
Für den Entwurf war das US-amerikanische Architekturbüro Skidmore, Owings and Merrill verantwortlich. Das Unternehmen Al Hamra Real Estates gab den Bau des Gebäudes in Auftrag, um in Kuwait mehr moderne Büroflächen zu schaffen und somit die Stadt attraktiver für ausländische Firmen zu gestalten.